# 天妙国寺
天妙国寺（てんみょうこくじ）は、東京都品川区南品川にある、顕本法華宗の別格山。山号は鳳凰山。

## 歴史
寺伝によると、弘安8年（1285年）、日蓮の弟子・天目が創建したという。妙国寺2世・日叡の代に、顕本法華宗の祖・日什の門流に帰属した。15世紀には、品川湊の豪商・鈴木道胤の寄進により五重塔を含む七堂伽藍が建立された。天正18年（1590年）8月、徳川家康が江戸入府の前日に天妙国寺を宿所としたことから、徳川将軍家との所縁が生まれ、寺域や門前町が拝領地となった他、最初の朱印状が交付された翌天正19年（1591年）11月には10石の寺領を寄進された。寺伝の『御三代御成之覚』 によれば、初代徳川家康1回、2代徳川秀忠2回、3代徳川家光44回の来遊が伝られるほか、慶長19年（1614年）の大風で倒壊した五重塔が家光により再建されるなど、深い関係が続いたことが分かる。しかしながら、五重塔は元禄15年（1702年）の江戸大火により焼失し、以後は度重なる江戸の大火や江戸幕府の財政難といった事情のため再建されなかった。
江戸時代、真了院、集成院、中正院、安立院、4院の塔頭があった。真了院は真了寺と改称し現存する。他の塔頭は現存せず。

### 年表
- 1285年（弘安8年）天目は妙国寺を建立する。
- 14世紀、第2祖・日叡の代に日什門流に所属する
- 1444年（文安元年）鈴木道胤の寄進により、伽藍を整備する。
- 1446年（文安3年）梵鐘を鋳造する。
- 1459年（長禄3年）五重塔を建立する。
- 1591年（天正19年）徳川家康は朱印地10石を与える。
- 1614年（慶長19年）台風により、五重塔は倒壊する。
- 1634年（寛永11年）徳川家光の命により、五重塔再建。
- 1668年（寛文8年）妙満寺（日什門流の総本山）の江戸触頭となる。
- 1702年（元禄15年）大火により、五重塔は焼失する。
- 1941年（昭和16年）顕本法華宗と本門宗と日蓮宗が三派合同し、日蓮宗と公称する。妙国寺は本山となる。
- 1948年（昭和23年）妙満寺および妙満寺の旧末寺200か寺とともに日蓮宗を離脱する。塔頭・真了院は日蓮宗に残留する。
- 1950年（昭和25年）新制顕本法華宗に加入する。
- 1972年（昭和47年）妙国寺から天妙国寺へと改称する。

## 文化財

### 東京都指定有形文化財
紙本着色妙国寺絵画 1幅
紙本著色軸仕立、法量縦145×横146センチメートル。東京都指定有形文化財（絵画、1956年〈昭和31年〉2月23日指定、1976年〈昭和51年7月1日〉、条例改正に伴い種別名変更）、品川区立品川歴史館保管。上部に日月を配し、妙国寺境内堂塔を中心に塔中4か寺、海岸通りの民家、目黒川、御殿山のほか、妙国寺が最も繁栄した室町時代頃の姿として五重塔や仏堂の姿を描く。参詣の順物や門前町や通行人の風俗姿態に桃山時代の様相を描き、社寺参詣曼荼羅としての性格を持つ絵画。1999年（平成11年）、東京都の支援により大修復を行った。
妙国寺文書 1帖・4冊
東京都指定有形文化財（古文書、1956年〈昭和31年〉2月23日指定、1976年〈昭和51年7月1日〉、条例改正に伴い種別名変更）、品川区立品川歴史館保管。古文書30通（1帖）は、永享年間（1429年 – 1441年）に発給された品川領主上杉憲泰らの寺領寄進状をはじめ、宝徳・享徳年間（1449年 – 1455年）の足利成氏・簗田持助発給文書、永正年間（1504年 – 1521年）以降の北条・上杉両陣営の禁制・書状等から構成される。貞享2年（1685年）の奥書が記された妙国寺縁起1冊、冊子体の記録として、「御三代御成之覚（御成日記）」、「公用附留帖」（正徳年間〈1711年 – 1716年〉から延享年間〈1744年 – 1748年〉）及び「天保五年正月公用附留帖」（天保5年〈1834年〉）の3冊が伝えられる。

### 品川区指定文化財
日什筆曼荼羅 1幅
品川区指定有形文化財（書跡、1983年〈昭和58年〉3月12日指定）。法量縦38×横15.4センチメートル、紙本墨書軸仕立。中央に南無妙法蓮華経の七字を大書し、その左右および下に、多宝・釈迦・四菩薩・日蓮など多数の諸尊名が梵字の種子で書かれている。至徳2年（1385年）に開祖の日什が玄恵坊に授けたもの。
日蓮消息文（上野女房御返事） 1幅
品川区指定有形文化財（書跡、1983年〈昭和58年〉3月12日指定）。日蓮から上野（現・山梨県南アルプス市上野）に住む南条時光夫人に宛てた書簡とされる。宝永8年（1711年）身延山久遠寺の日享等の鑑定状、元文2年（1737年）京都妙満寺日享宛の売渡状が付属している。
日什諷誦文及置文写 1巻
品川区指定有形文化財（書跡、1983年〈昭和58年〉3月12日指定）。寛永14年（1637年）に日葉が京都の寂光寺所蔵の日什の自筆本を書写したもの。
天妙国寺五重塔礎石
品川区指定歴史資料（2009年〈平成21年〉11月25日指定）。妙国寺五重塔は室町時代中頃に建立された後、慶長19年（1614年）に大風により倒壊した。江戸時代初期寛永11年（1634年）徳川家光により再建されたが、元禄15年（1702年）に焼失した。礎石それ自体は元々あった場所から移設されており正確な場所は不明ながら、その存在を実証するもの。3つの礎石が伝来し、うち花崗岩製の礎石が心柱を立てた心礎であったと考えられている。
桃中軒雲右衛門の墓
品川区指定史跡（2007年〈平成19年〉12月25日 指定）。明治・大正時代の浪曲師。赤穂浪士の事跡「義士銘々伝」を得意とし、浪花節中興の祖とされ、浪曲史上に偉大な足跡を残した。

## 墓所
- 伊東一刀斎[9]
- 本松斎一得[9]
- 芳村伊三郎[9]
- 音丸
- 鶴賀新内[9]
- 本多日生[9]

## 交通アクセス
京浜急行電鉄青物横丁駅から徒歩5分（経路案内）。